# Tysta Marigången

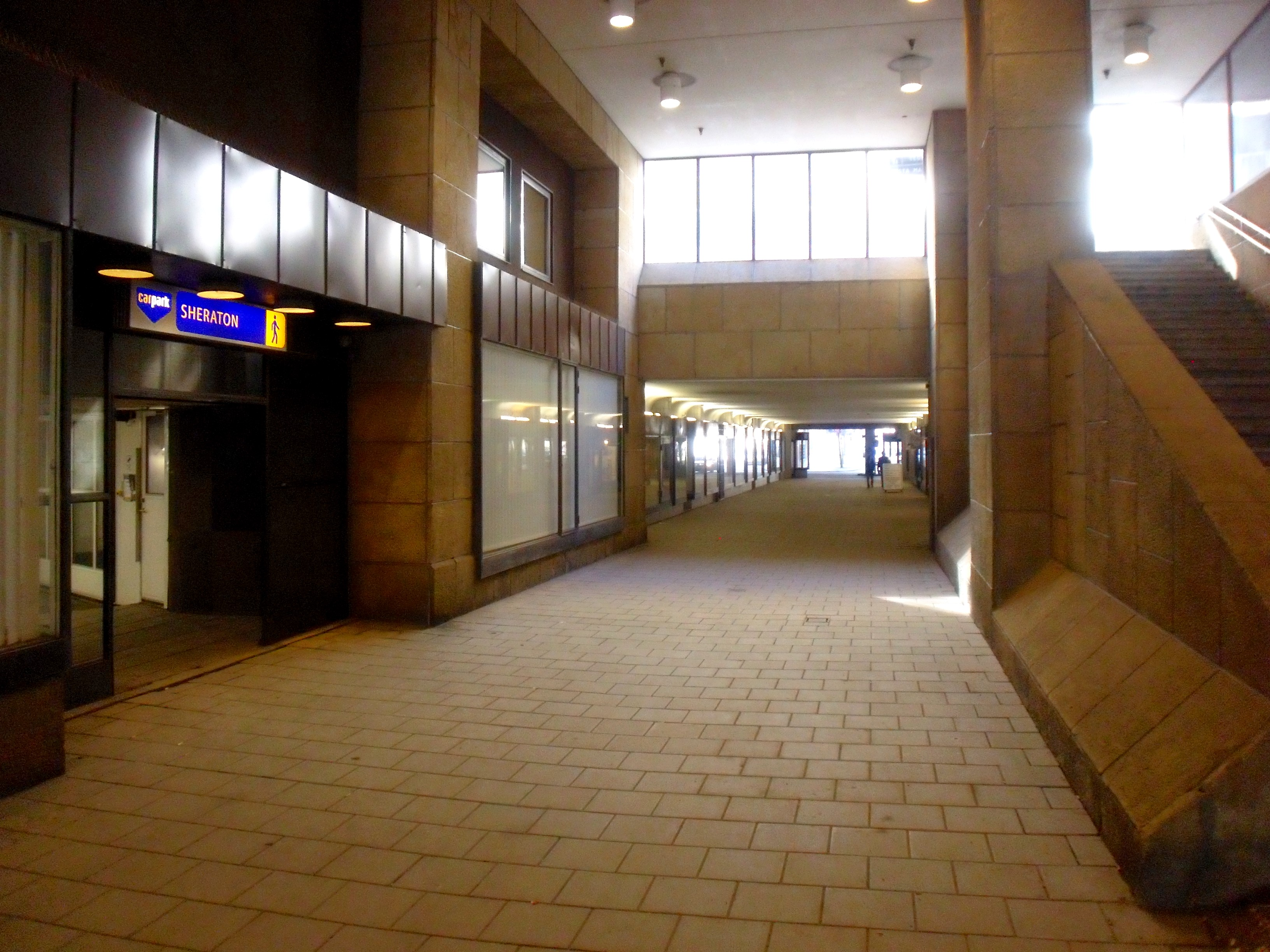
Gången sedd från Tegelbacken.

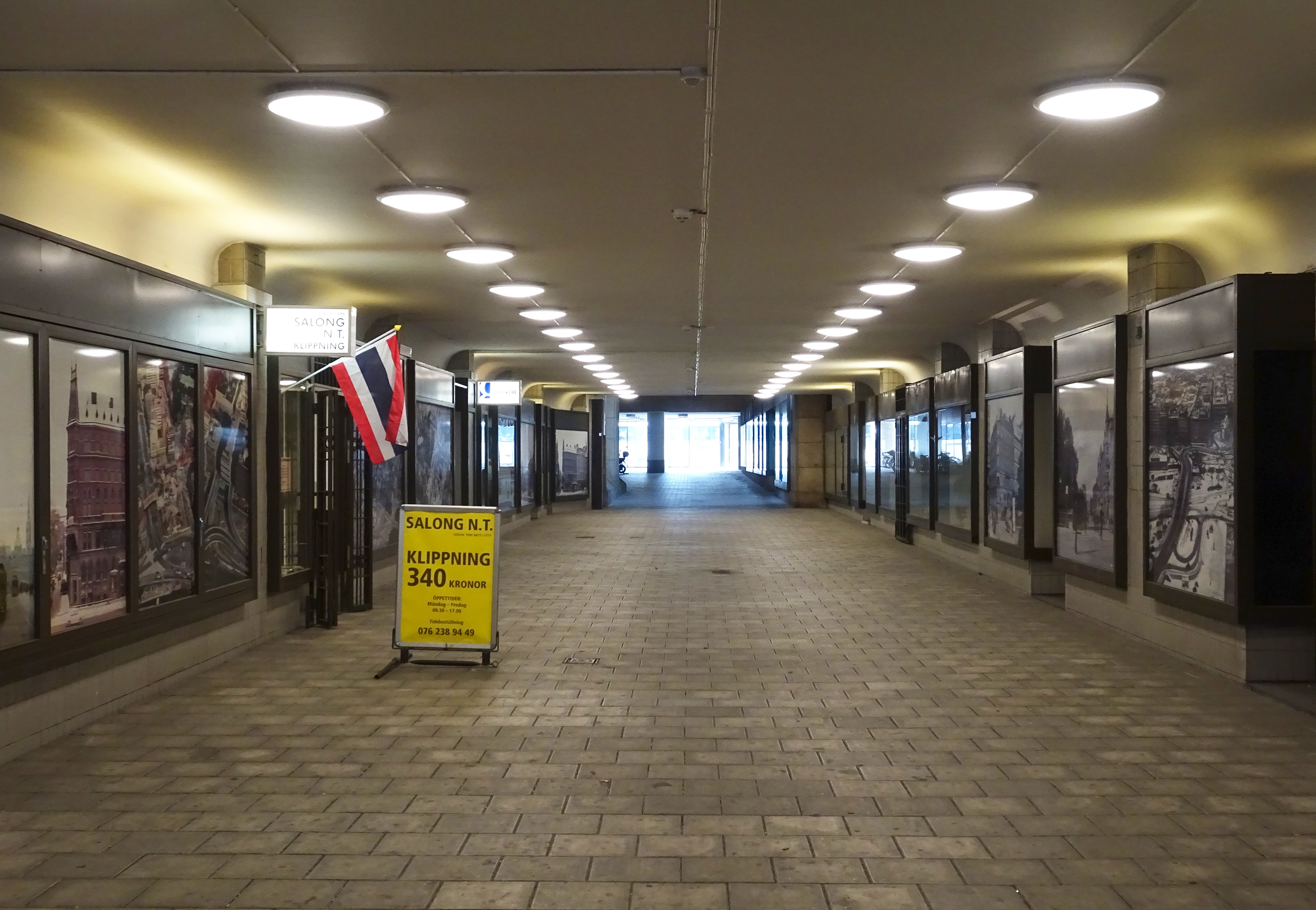
Gången under Herkulesgatan.

Tysta Marigången är ett gångstråk i Stockholm som förbinder Tegelbacken med Klara västra kyrkogata. Sträckningen motsvarar Klara västra kyrkogatans södra del som försvann i samband med Norrmalmsregleringen då stråket fick sitt namn 1970.

## Beskrivning
Tysta Marigången är huvudsakligen en gångtunnel som börjar i fastigheten Snäckan 8 (Tegelbacken 4). Ungefär mitt i tunneln finns en trappa som leder upp till Herkulesgatan och i norra delen en trappa som leder upp till Vattugatan. Passagen har en urbant ruffig karaktär och är, framförallt på kvällar och nätter, ett tillhåll för uteliggare, narkomaner och prostituerade.
Namnet härrör efter det en gång i tiden närliggande kaféet Tysta Mari.
Från söder nås gången mitt emellan Tegelbacken 6 och Tegelbacken 4 och från norr nås gången från det sydliga slutet av Klara västra kyrkogata. I samband med en planerade nybyggnaden i fastigheten Snäckan 8 skall Tysta Marigången omvandlas till ljus inomhusgalleria.